# Bergmann (nom de famille)
Pour les articles homonymes, voir Bergmann et Bergman.
 (avril 2019).
Bergmann ou Bergman est un nom de famille qui se rencontre sous diverses graphies dans tous les pays de langue germanique.

## Étymologie
Il s'agit d'un nom de métier, Bergmann, en allemand moderne Bergarbeiter, signifie un mineur de fond.

## Variantes
En néerlandais l'on rencontre Bergman ou au génitif Bergmans, en Allemagne le nom s'écrit avec deux n.

## Origine
C'est un nom de famille attesté dès le Moyen Âge et porté comme sobriquet puis comme nom de famille par de nombreuses personnes.
Il est donc inexact de traduire ce nom comme étant l'homme des montagnes ; l'anthroponyme « homme des montagnes » se dit plutôt Hövelmann, Vomberg, ou en néerlandais, van den Berg etc.